# 238

## Události
- Karpové napadli Moesii; Římský císař Maximinus Thrax vede proti nim odvetnou vojenskou výpravu.
- I přes zaplacení tributu Karpové i Gótové odmítají opustit Moesii.
- V kartágském Thysdru vypuklo povstání bohatých obyvatel a ti zabili místního správce.
- 7. března – Novými římskými císaři v Africe zvoleni spoluvládci Gordianus I. (ač korunu nechtěl) a Gordianus II.; chystali se na tažení na Řím.
- Meztím numidský správce Capellianius loajální Maximinovi napadne Gordianské Kartágo, Maximinus táhne ze severu říše směrem k Římu.
- 12. dubna – Vpád Numidanů do Kartága; oba Gordianové zemřeli (první se oběsil, druhý byl zavražděn numidskými vojáky); Capellianus trestá Gordianovy přívržence.
- 22. dubna — Pupienus a Balbinus se stali na návrh senátu, který se vzbouřil proti Maximinovi, novými římskými císaři.
- květen – město Aquileia se přidalo na stranu římského senátu proti císaři Maximinovi Thraxovi a ten je posléze během obléhání města kvůli nepřiměřené krutosti popraven vlastními vojáky.
- 29. července – Gordianus III. (při předchozí volbě císaře byl kandidátem lidu) se po smrti Pupiena a Balbina (oba zajati a zabiti při spiknutí praetoriánů) stává novým římským císařem.
- Budoucí římský císař Valerianus se stal Princepsem senatem.
- Dokončena rekonstrukce Kolosea potom, co byl roku 217 poničen bleskem.
- Gótové z Ukrajiny překročili Dunaj a plenili římské území téměř k hranicím Anatolie
- V severní Africe byla rozpuštěna Legio III Augusta. Obnovena byla až roku 253; do té doby se o bezpečnost staraly pouze pomocné oddíly.

## Úmrtí
- 12. duben – dva římští císaři Gordianus I. (sebevražda) a Gordianus II. (padl v bitvě)
- květen – římský císař Maximinus Thrax (popraven)
- 29. července – dva římští císaři Pupienus a Balbinus (zavražděni)
- Chosrov I., arménský král (zavražděn)

## Hlavy států
- Papež – Fabián (236–250)
- Římská říše – Maximinus Thrax (235–238) » Gordianus I. (238) + Gordianus II., spoluvladař (238) » Balbinus (238) + Pupienus (238) » Gordianus III. (238–244)
- Perská říše – Ardašír I. (224/226–240/241)
- Kušánská říše – Kaniška II. (230–247)
- Japonsko (region Jamataikoku) – královna Himiko (175–248)